# Disco samba
Disco Samba es un popurrí hecho por el trío belga Two Man Sound en 1977. La composición fue hecha a partir de canciones tradicionales brasileñas.
| Texto                                                                     | Autor                                               |
| ------------------------------------------------------------------------- | --------------------------------------------------- |
| (Instrumental)                                                            | Intro de Lou Deprijck (1978)                        |
| Pe pe pe pe pe pe                                                         | Taj Mahal de Jorge Ben Jor (1972)                   |
| Upa neguinho na estrada (...) começando a andar                           | Upa, Neguinho de Edu Lobo (1964)                    |
| Zazueira                                                                  | Zazueira de Jorge Ben Jor (1963)                    |
| A-E-I-O-U ipsilon                                                         | Pegue na Cartilha (A-E-I-O-U-Y) de Bahiano (1923)   |
| Fio maravilha nos gostamos de você (...) tetetetetetete!                  | Fio Maravilha de Jorge Ben Jor (1972)               |
| Brigitte Bardot Bardot (...) na fila do cinema todo mundo se afogou!      | Brigitte Bardot de Jorge Veiga (1961)               |
| Ay Ay Caramba                                                             | Caramba Galileu da Galiléia de Jorge Ben Jor (1963) |
| Moro num país tropical (...) sou Flamengo e tenho uma nega chamada Tereza | País Tropical de Jorge Ben Jor (1969)               |
| So fla fla aeee                                                           | So Fla-Fla de Lou Deprijck (1977])                  |
| Brasil                                                                    | Aquarela do Brasil de Ary Barroso (1939)            |
| Você abusou (...) tirou partido de mim, abusou                            | Você Abusou de Antonio Carlos & Jocafi (1971)       |
| Nega Nega Nega de Obalubaee                                               | Nega de Obaluaê de Wando (1973)                     |
| na na na na (...) quero de novo cantar                                    | Tristeza de Jair Rodrigues (1966)                   |
| Eh! Meu amigo Charlie (...) Charlie Brown                                 | Charlie Brown de Benito di Paula (1974)             |
| O-le-le O-la-la pega no ganzé pega no ganzá                               | Festa Para Um Rei Negro de Jair Rodrigues (1971)    |
| Mariana, Mariana que saudade daquela linda bahiana                        | Mariana de Paulo Brasão (1977)                      |
| Oh... oh oh oh oh, ari aio obá obá obá                                    | Mas Que Nada de Jorge Ben Jor (1963)                |
| Por isso agora deixa estar (...) entregar você                            | Desacato de Antonio Carlos & Jocafi (1971)          |
| Olé olá o flamengo ta botando prá quebar                                  | Copacabana de Penny Els (1972)                      |
| Zum zum zum zum (...)                                                     | Ritmocada de Lou Deprijck (1977)                    |